# Trilha sonora de Yosuga no Sora
Lista de singles e álbuns musicais relacionados ao jogo e ao anime de Yosuga no Sora.

## Yosuga no Sora - Maxi Single OST
Yosuga no Sora - Maxi Single OST é um single do jogo de Yosuga no Sora. O single foi composto por Manack e cantado pela artista Rita. E foi lançado em 26 de setembro de 2008 com ao todo 4 faixas e têm 19 minutos e 10 segundos de duração. 

### Faixas
- 01 - Michi no Saki, Sora no Mukou
- 02 - Yoake no Prism
- 03 - Michi no Saki, Sora no Mukou (Instrumental)
- 04 - Yoake no Prism (Instrumental)

## Yosuga no Sora - Sound Track
As OSTs do jogo foram lançadas em 27 de fevereiro de 2009. As OSTs foram compostas por Manack e cantadas pela artista Rita. O álbum teve ao todo 21 canções e 1 hora e 3 segundos de duração.  

### Faixas
- 01 - Michi no Saki, Sora no Mukou (Short Version)
- 02 - Yasashii Kaze ga Fuku ano Basho de
- 03 - Komoriuta ja nai no ni
- 04 - Slow Life ni Akogarete
- 05 - Oozora to Kamihikouki
- 06 - Hizamakura de Sugosu Houkago
- 07 - Sunao to Bukiyou to Ijippari
- 08 - Tasogare no Kaerimichi
- 09 - Hoho wo Tsutau Tsumetai Namida
- 10 - Shikkoku no Omowaku
- 11 - Kimochi no Hazama
- 12 - Mufu～
- 13 - Yooshi Yacchimae!
- 14 - Tanoshinda Ima ga Kachi!
- 15 - Sabishii Yoru
- 16 - Nakunaranai Daiji na Kokoro
- 17 - Oimotometekita mono
- 18 - Hoshi no Shizuku
- 19 - Mirai he Fumidasu Ippo
- 20 - Kaibyaku Shinchi
- 21 - Yoake no Prism (Short Version)

## Hiyoku no Hane
O single da música de abertura Hiyoku no Hane do anime foi lançado em 27 de outubro de 2010. As músicas do single foram cantadas pelo grupo Eufonius. O single possui ao todo 4 canções, dentre elas a música Hiyoku no Hane e sua versão instrumental. A duração do CD é de aproximadamente 17 minutos e 56 segundos.  

### Faixas
- 01 - Hiyoku no Hane
- 02 - Patri
- 03 - Hiyoku no Hane (Instrumental)
- 04 - Patri (Instrumental)

## Tsunagu Kizuna
O single da música de encerramento Tsunagu Kizuna que apresenta os créditos do anime, foi lançado em 27 de outubro de 2010. As músicas são cantadas por Team. Nekocan [Neko] em parceria com Junca Amaoto. O single possui ao todo 5 músicas e aproximadamente 20 minutos e 41 segundos de duração. 

### Faixas
- 01 - Tsunagu Kizuna
- 02 - Misora ni Tsuzuku Hikari
- 03 - Tsunagu Kizuna (Instrumental)
- 04 - Misora ni Tsuzuku Hikari (Instrumental)
- 05 - Airman ga Taosenai (Junco Amaoto ver.)

## Momoiro Clover - Pinky Jones
O single da música Pinky Jones que é apresentada após o bônus final do anime, foi lançada em 10 de novembro de 2010. A letra da música foi escrita por Murano Chokkyu e composta por NARASAKI. O single foi cantado pelo grupo de idols japones Momoiro Clover.  A duração do single é de aproximadamente 24 minutos e 48 segundos e possui 6 faixas ao todo. Foram produzidos 4 versões diferentes do single. Três versões limitadas e uma regular. As versões limitadas denomindas A, B e C foram acompanhadas por um DVD, e já a versão regular apenas teve o CD. 

### Faixas
- 01 - Pinky Jones
- 02 - Coco Nut
- 03 - Kimi To Sekai
- 04 - Pinky Jones (Instrumental)
- 05 - Coco Nut (Instrumental)
- 06 - Kimi To Sekai  (Instrumental)